# Verbandsgemeinde Manderscheid

Wapen van Manderscheid

De Verbandsgemeinde Manderscheid was een Verbandsgemeinde in Landkreis Bernkastel-Wittlich in de Duitse deelstaat Rijnland-Palts. Tot de verbandsgemeinde behoorden de stad Manderscheid en 20 zelfstandige ortsgemeinden. Op 1 juli 2014 werd de verbandsgemeinde opgeheven en onderdeel van de Verbandsgemeinde Wittlich-Land.

## Gemeenten

Ligging van de Verbandsgemeinde in de Landkreis Bernkastel-Wittlich

De verbandsgemeinde bestond uit de volgende gemeenten (Ortsgemeinden):
1. Bettenfeld
2. Dierfeld
3. Eckfeld
4. Eisenschmitt
5. Gipperath
6. Greimerath
7. Großlittgen
8. Hasborn
9. Karl
10. Laufeld
11. De stad Manderscheid
12. Meerfeld
13. Musweiler
14. Niederöfflingen
15. Niederscheidweiler
16. Oberöfflingen
17. Oberscheidweiler
18. Pantenburg
19. Schladt
20. Schwarzenborn
21. Wallscheid